# Albisaurus
Albisaurus (nghĩa là "thằn lằn [sông] Albis") là một chi từng bị cho là khủng long, nhưng nay được xem là một archosauria phi khủng long.